# Лампа Деберайнера
Лампа Деберайнера — тип запальнички, винайдена німецьким хіміком Йоганном Вольфгангом Деберайнером в 1823 році, в якій полум'я створюється в результаті самозаймання водню в контакті з повітрям і платинового каталізатора.

## Будова
У зовнішню герметичну банку, в яку налитий концентрований розчин сірчаної кислоти вбудовано внутрішню скляну посудину у вигляді циліндра без дна, в якій розташована цинкова пластина. При контакті з кислотою цинк вступає з нею в реакцію, в результаті чого виділяється газоподібний водень:
Zn + H 2 SO 4 → ZnSO 4 + H 2
Водень збирається в скляній насадці, щоб витіснити з неї кислоту. Коли рівень кислоти в соплі опускається нижче нижнього краю цинкового циліндра, цинково-кислотна реакція порушується. Водень більше не виділяється. При відкритті випускного клапана струмінь водню спрямовується назовні, де він, попадає на губчасту платиниу. В результаті контакту водню з атмосферним киснем відбувається самозаймання, губчаста платина відіграє роль каталізатора, а потім водень горить рівномірним полум'ям:
2 H 2 + O 2 → 2 H 2 O
На відміну від назви, цей пристрій більше нагадує запальничку, ніж лампу, оскільки спонтанно генероване полум'я горить відносно короткий час, поки тиск водню всередині посудини не зрівняється з атмосферним. Рівень кислоти в соплі знову високий, цинковий циліндр занурений у кислоту. Коли клапан закритий, тиск водню в соплі збільшується. Рівень кислоти в соплі знову падає. Через кілька хвилин водень досягає максимального обсягу, олов'яний балон не контактує з кислотою, і полум'я може бути відновлене.
Горіння припиняється перекриттям випускного клапана. При цьому тиск водню в посудині зростає, відтісняючи кислоту від цинку, в результаті чого утворення водню припиняється до тих пір, поки випускний клапан не буде знову відкритий.

## Історія винаходу
27 липня 1823 року Йоганн Вольфганг Деберайнер, 43-річний професор хімії Єнського університету, виявив, що водень надзвичайно швидко горить у присутності платини. Протягом тижня п'ять редакторів журналу та Гете оголосили про його відкриття. 3 серпня цього ж року він завершив своє наукове відкриття. що дало можливість сконструювати запальничку на основі самозаймання водню в присутності губчастої платини, що призвело до створення запальнички.
Через місяць висновки Деберайнера були опубліковані в Journal für Chemie und Physik, Annalen der Physik, Neues Journal der Farmacie, Isis та в женевському журналі Bibliotheque Universelle . У серпні Кастнер описав їх у листі, що надіслав з Ерлангена Лібіху, який в цей час перебував у Парижі, і який за порадою Гумбольдта повідомив Тенарда, і 26 серпня подарував це відкриття Німецькій академії наук.
Подальший досвід Тенарда та П'єра Дюлонга, про який повідомляли в Академії 15 вересня, спонукав Хатчетт повідомити Майкла Фарадея в Лондоні. Фарадей розпочав власні експерименти та опублікував їх у лондонському журналі Science and Arts в жовтні. У тому ж місяці, Деберайнер опублікував монографію, про свої дослідження, а « Філософський журнал» опублікував англійські переклади творів Деберайнера, Тенарда і Дюлонга.

## Дивитися також
- Лампа Деві, гасова лампа Лукасевича

## Виноски
1. ↑  Roald Hoffmann, Döbereiner's Lighter, American Scientist, July-August 1998. Архів оригіналу за 27 серпня 2016. Процитовано 31 січня 2021.
2. ↑  T.W.H.Brock, Historia Chemii, Wydawnictwo Prószyński i S-ka, Warszawa 1999, ISBN 83-7180-719-8